# Antoine IX de Gramont
Antoine IX Genevieve Heraclius Agenor de Gramont, duca di Guiche, IX duca di Gramont, conte di Louvigny e principe di Bidache (Versailles, 17 giugno 1789 – Parigi, 3 marzo 1855), è stato un nobile e generale francese.

## Vita
De Gramont era il figlio di Antoine VIII de Gramont e Aglaé de Polignac, figlia di Yolande de Polastron, duchessa de Polignac, una favorita di corte di Maria Antonietta.
Nato nell'anno della rivoluzione francese, Antoine e la sua famiglia lasciarono il paese per Inghilterra, Russia, Italia e Austria.
In Russia, quando de Gramont ebbe 9 anni, fu fatto luogotenente del reggimento Tauride, servendo il generale russo Suvorov. Il giovane duc de Guiche incontrò suo padre a Mittau, dove egli era con Luigi XVIII. Sua sorella, Aglaé Angélique Gabrielle, in quel periodo sposò il generale Aleksandr L'vovič Davydov.
Andò poi in Inghilterra per completare la sua educazione. Dopo aver terminato la sua educazione, combatté sotto la bandiera britannica nella guerra peninsulare. Dopo aver sposato Ida Grimaud, Comtesse d'Orsay (la sorella di Alfred d'Orsay) nel 1818, suo figlio Agenor nacque un anno dopo. Nel frattempo la sua carriera militare andava bene: divenne luogotenente generale nell'esercito francese nel 1823, ma dovette accompagnare l'esiliato re Carlo X in Scozia nel 1830.

## Famiglia
Sposò, il 23 luglio 1818 a Parigi Anna Quintina Ida Grimaud d'Orsay (19 giugno 1802-2 gennaio 1882). Ebbero sei figli:
- Antoine Alfred Agénor, X Duc de Gramont (14 agosto 1819-17 gennaio 1880);
- Antoine Philibert Léon Auguste Duc de Lesparre (1 luglio 1820-4 settembre 1877), sposò Marie Sophie de Ségur, ebbero tre figli;
- Antonia Albertine Corisande (12 luglio 1821-5 ottobre 1826);
- Antoine Alfred Annérius Théophile Comte de Gramont (2 giugno 1823-18 dicembre 1881), sposò Louise Cécile Charlotte de Choiseul-Praslin, ebbero un figlio;
- Antonia Armandine Aglaé Ida (5 ottobre 1825-6 settembre 1871),
- Antonia Gabrielle Léontine (2 marzo 1829-15 ottobre 1897)[2][3]